# NINA (acelerador)
NINA ("Northern Institutes Nuclear Accelerator") foi um acelerador de partículas localizado no  Laboratório Daresbury, Reino Unido, que foi usado para física de partículas e radiação síncrotron.

## Especificações
O projeto de energia foi de 4 GeV e foi atingido em 1966. No momento em que o NINA foi fechado, ele foi atualizado para 6GeV. NINA continha 40 electroímãs  A aceleração inicial foi realizada por um linac de 40MeV em um túnel exterior do anel.